# Edo Wiemken der Jüngere

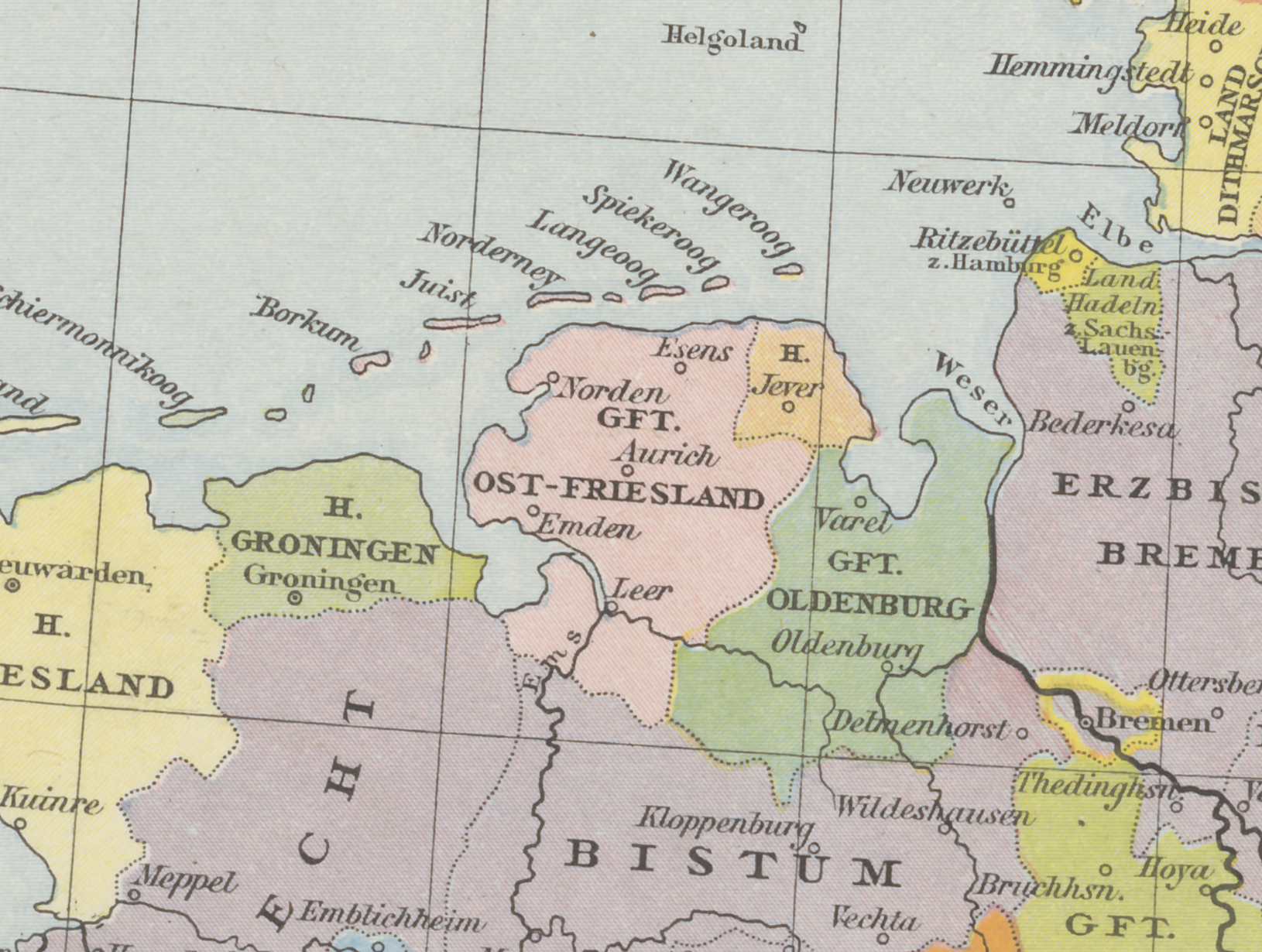
Die Herrschaft Jever um 1500

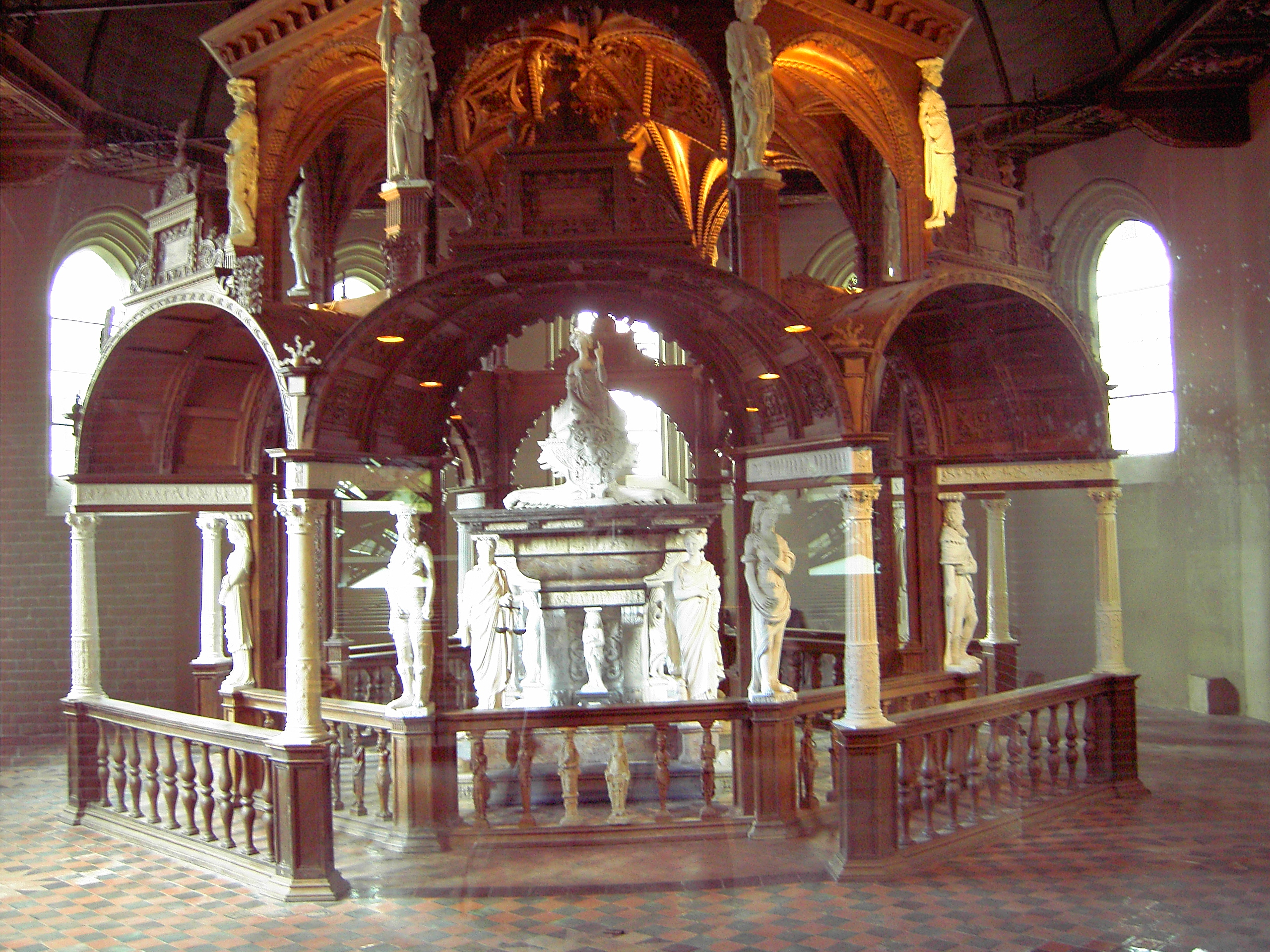
Edo-Wiemken-Denkmal in Jever

Edo Wiemken der Jüngere (* um 1454; † 19. April 1511) war ein Ostfriesischer Häuptling und der letzte männliche Regent der Herrschaft Jever aus dem Häuptlingsgeschlecht der Wiemkens. Er wurde rund 50 Jahre nach seinem Tod von seiner Tochter und Nachfolgerin in der Regentschaft, Maria von Jever, in einem prächtigen Grabmal in der Stadtkirche in Jever beigesetzt.

## Leben
Edo Wiemken der Jüngere wurde als Sohn von Tanno Duren (bezeugt ab 1442; † 1468) und seiner ersten Frau Teite tor Oldeborch geboren – offenbar war er ihr ältester Sohn. Sein Geburtsdatum lässt sich nicht genau feststellen. Nach dem Tode seines Vaters 1468 trat er bereits als Jugendlicher die Nachfolge seines Vaters als Häuptling der Herrschaft Jever an, wurde aber zunächst durch seinen Vormund Alke von Inhausen vertreten. Dieser sorgte nach mündlicher Überlieferung für eine problemlose Herrschaftsnachfolge Edo Wiemkens, als er den versammelten Östringern, Rüstringern und Wangerländern das Kind auf dem Arm zeigte und die Treue der Untertanen erwirkte. Ansprüche, die Edo Boings von Gödens, wie schon nach dem Tode Hayo Harldas (bezeugt 1420; † 1441), dem Großvater Edos, auf Rüstringen erhob und mit einem Angriff auf die befestigte Kirche von Seediek bekräftigte, wurden abgewiesen. Seit wann Edo ohne Vormund „selvest regeert“ hat, ist unklar. Im Juli 1472 ist er als „swagher“ (hier: Schwiegersohn) des Häuptlings Sibet Attena von Esens bezeugt, war also mit dessen Tochter Frouwe wenigstens schon verlobt. Enge Beziehungen zum Harlingerland, nach Sibets Tod zu seinem Sohn Hero Omken, blieben eine Konstante in Edos Politik. Sie drängten sich als geradezu notwendig auf, da Edo als Landesherr vor allem zwei Aufgaben zu meistern hatte, einerseits die Abwehr von ostfriesischen Ansprüchen auf die Herrschaft Jever und andererseits die Erhaltung der Deiche in einer Zeit zahlreicher Meereseinbrüche. 
Seit 1464 erhoben die Grafen von Ostfriesland aus der ostfriesischen Adelsfamilie Cirksena Ansprüche auf das Harlingerland sowie auf die Herrschaft Jever. Von 1495 bis 1497 fiel Graf Edzard I. in das Jeverland ein und errang einen Sieg bei Siebetshaus in der Nähe von Schortens und belagerte die Stadt Jever. Edo indes war nach Wangerooge geflohen. Nur das Eingreifen des Bischofs von Münster, eines weiteren Gegners von Edzard I., verhinderte eine Einverleibung der Herrschaft Jever in die Grafschaft Ostfriesland. Seit 1495 rechtfertigte der ostfriesische Graf seinen Anspruch auf Jever auch mit einer von König Maximilian I. bestätigten Fälschung des für Ulrich I. Cirksena 1464 ausgestellten Lehnsbriefes Kaiser Friedrichs III. 1497 versuchte Edzard I. eine schwere Erkrankung Edos (angeblich eine Vergiftung) zur Überrumpelung Jevers auszunutzen, scheiterte aber erneut, da man in Jever rechtzeitig gewarnt worden war.
Die ostfriesischen Bemühungen verflochten sich mit dem Konflikt zwischen Edo und Fulf (auch Folef) von Inhausen, dem Sohn Alkos des Bösen um die Herrschaft Kniphausen. Iko von Kniphausen hatte 1495, kurz vor seinem Tode, seine Mutter Binlef, die Witwe des Lubbe Onneken als Erbin der Burg und seinen Vetter Fulf von Inhausen als Nacherben eingesetzt – entgegen den Besitzansprüchen, die Edo erhob. Fulf fand Rückhalt bei Edzard von Ostfriesland, dem er Kniphausen zu Lehen auftrug und der ihn schließlich auch, 1505, mit Burg und Herrlichkeit belehnte. Edo konnte diese Entwicklung und damit den dauernden Verlust von Kniphausen und dem in Personalunion mit dieser Häuptlingsherrschaft verbundenen Inhausen für das Jeverland weder militärisch noch politisch verhindern, zumal sich deren Häuptlinge auf die Seite der Cirksena gestellt hatten. Auch fehlten ihm die Mittel, Ansprüche, die er als Nachkomme des Lubbe Sibets (bezeugt 1397–1420) von Burhave und des Stadländer Häuptlings Dide Lubben auf die Landesherrschaft in Butjadingen und Stadland erhob, zu verwirklichen. Die Grafen von Oldenburg sagten ihm 1492 zwar Hilfe in dieser Frage zu und bezeichneten dabei von Butjadingen und Stadland als „synen landen und luden“, Edo musste dann aber zusehen, wie Graf Johann V. sich seit 1498 um die Eroberung der friesischen Wesermarsch von Edzard I. für Oldenburg bemühte und leistete ihm dabei 1501 sogar, gemeinsam mit Hero Omken von Esens, militärische Hilfe. Dauerhaft abhängig vom Beistand seiner mächtigeren Nachbarn gegen Edzard begab er sich 1499, wie auch Johann V. von Oldenburg ein paar Tage zuvor, unter die Oberhoheit des Bischofs von Münster, um sich seiner Hilfe zu versichern. 
Für Edo wurde Jevers Verhältnis zu Oldenburg auf die Dauer wichtiger. Nach dem Tode seiner ersten Ehefrau Frouwe von Dornum (1497) heiratete Edo 1498 Heilwig, Schwester Graf Johanns von Oldenburg, und befestigte so die schon älteren politischen Beziehungen. Zugleich bestätigte diese Heirat den Häuptling zu Jever in seinem adligen, landesherrlichen, dynastischen Selbstverständnis und setzte ihn von den unbedeutenden Kirchspielshäuptlingen ab. Auch der Anspruch an eine landesgemeindliche Autonomie der Stände, wie sie unter Edos Vorfahren und selbst noch unter Edos Vater Tanno Duren politisch aktuell gewesen waren, existierte nicht mehr. Diese Entwicklung kennzeichnet auch die Entwicklung, dass ihm die „gemenen lande“ den Kuhschatz, eine Steuer, die sie 1495 und 1496 jeweils jährlich bewilligt hatten, seit 1497 auf Dauer zugestanden, damit das „hus Jever“, die Burg, „wol verwart“ werden könnte. Edo baute die Burg zu Jever aus, verbesserte ihre Befestigungen und machte sie repräsentativer. Sie wurde damit Namensgeberin der Herrschaft und war Identifikationspunkt der umliegenden „gemenen lande“.

## Familie und Nachfolge
Edo war in erster Ehe mit Fruwe Attena, Tochter von Sibet Attena und Schwester des Häuptlings Hero Omken d. J. von Dornum, Esens, Stedesdorf und Wittmund verheiratet. Aus der Ehe gingen drei Töchter hervor, die aber wie ihre Mutter alle im Jahr 1497 starben. Nach dem Tod seiner ersten Frau heiratete er Heilwig von Oldenburg, eine Tochter Gerds des Mutigen von Oldenburg und Schwester des Grafen Johann V. von Oldenburg, der die Grafschaft Oldenburg von 1483 bis 1526 regierte. Mit dieser Heirat schuf er familiäre Beziehungen zum Haus Oldenburg, die ihn bei seiner Auseinandersetzung mit den ostfriesischen Grafen unterstützten. Edo hatte mit Heilwig vier Kinder. Aus der Ehe stammen die 1499 geborenen Zwillinge Christoph und Anna, die ein Jahr später geborene spätere Regentin Maria sowie 1501 die Tochter Dorothea, bei deren Geburt 1501 die Mutter starb. Auch hinterließ er einen unehelichen Sohn Melchior.

## Haus Wiemken
Edo Wiemken der Ältere, Häuptling der Gaue Östringen und Rüstringen sowie über Bant und das Wangerland, war Großvater von Sibet Lubbenson und Stief-Großvater von Hayo Harlda, Stief-Urgroßvater dessen Sohns Tanno Düren und damit Stief-Ur-Urgroßvater dessen Sohns Edo Wiemken dem Jüngeren.